# Autobiographie de Federico Sánchez
Autobiographie de Federico Sánchez est un livre de l'écrivain espagnol Jorge Semprún, publié en espagnol en 1977 et l'année suivante en version française, dans une traduction de Claude et Carmen Durand.
Comme dans la plupart de ses livres, l'auteur parle de son expérience, fait un travail sur la mémoire en évoquant des passages de sa vie, en l'occurrence sa vie de clandestin dans le Parti communiste d'Espagne, essentiellement dans les années cinquante, tout en se livrant à une analyse sur lui-même.
Il a obtenu pour cet ouvrage le prix Planeta.

## Présentation
Après la seconde guerre mondiale, Jorge Semprún est un membre actif du PCE (Parti communiste d'Espagne) qui lutte contre le pouvoir franquiste. Il commence par militer tout en continuant son travail de traducteur à l'UNESCO. En 1952, il devient permanent du parti affecté au travail clandestin en Espagne.
De 1953 à 1962, il coordonne la résistance communiste au régime de Franco, séjournant en Espagne à de nombreuses reprises sous différents pseudonymes, notamment celui de Federico Sánchez qui a donné son titre à ce livre. Intellectuel lui-même, comme il le note avec ironie dans son livre, il se voit chargé des relations avec les milieux intellectuels. Il entre alors au Comité central du PCE en 1954 puis au Comité exécutif (Bureau politique) en 1956. Il effectue aussi plusieurs missions dans les pays de l'Est et c'est alors qu'il fait la connaissance de Dolores Ibárruri, Secrétaire général du parti.
En janvier 1956, ils se voient à Bucarest et en 1959 à Ouspenskoie (URSS), avec Santiago Carrillo, moment que choisit Dolores Ibárruri pour donner sa démission du poste de Secrétaire général. C'est justement par cet épisode que commence ce livre.
En 1962, le choses se gâtent et le secrétaire général Santiago Carrillo le retire du travail clandestin en Espagne.  Deux ans plus tard, il est exclu du PCE avec son ami Fernando Claudín pour des divergences importantes avec la ligne du parti.
Ce livre constitue aussi une réponse au livre-interview de Santiago Carrillo Demain l'Espagne où Federico Sánchez est directement visé provoquant dans cet ouvrage cette réplique de Jorge Semprún : « Il va lui falloir confronter son absence de mémoire à celle de Federico Sánchez. Il va lui falloir entendre la voix de Federico Sánchez. Car ça ne va pas être facile de le réduire au silence, Federico Sánchez. »

## Résumé et contenu

### À propos de la Pasionaria

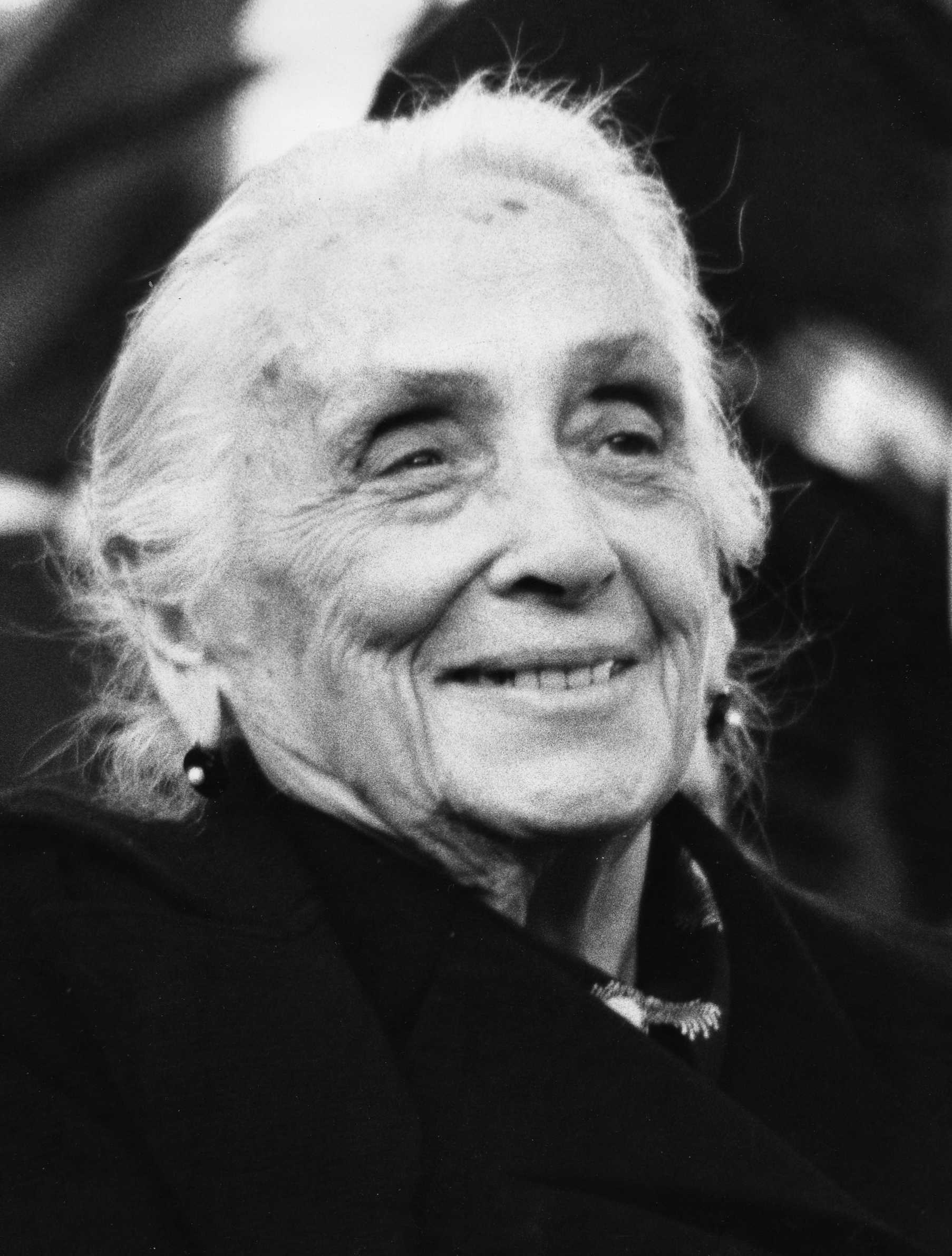
La Pasionaria en 1978

C'était en 1959, Jorge Semprún faisait partie de la délégation du PCE devant se rendre en Russie; à cette époque, il s'appelait Federico Sánchez, bien qu'il utilisât aussi d'autres pseudonymes. Il écrivait des poèmes 'marxistes', teintés de références hégéliennes, de Rubén Darío, poète préféré de son père, à La Pasionaria, ses 'Canto a Dolores Ibarruri' comme il les appelait.
Vers toi Dolores je voulais laisser monter ma voix

Du plus profond, du plus secret de moi.

Bien modeste est dans les rangs

De ton parti ma place de militant;

Mon travail n'est guère plus exemplaire;

Je te le dit de façon simple et sincère :

Je ne suis pas un bolchevik, j'essaie de l'être.
Il ressent « un sentiment de culpabilité que suscite chez l'intellectuel d'origine bourgeoise le fait d'avoir vu le jour  au sein d'une classe d'exploiteurs », sentiment qu'il n'a pas encore dépassé et sur lequel il ironise quand en 1976 il écrit ce livre. 
C'est un homme en prise avec sa mémoire, son passé, un passé marqué ici par l'après-guerre de l'Espagne franquiste, par une vie clandestine au service du PCE. Ainsi vit alors cet homme double, aux deux identités qui se mêlent et s'emmêlent, attaché à cette double culture franco-espagnole qui sera toujours la sienne.
Jorge Semprún revoit ses rencontres avec Santiago Carrillo et les autres dirigeants du PCE d'alors. Ce passé, il veut l'assumer, cette époque où il était un « intellectuel stalinien », le proclame et cherche pourquoi il a choisi cette voie, avec la lucidité d'un homme qui cherche sa vérité profonde sans concessions, qui écrit « il serait on ne peut plus facile de d'oublier soi-même son propre passé, de perdre la mémoire comme ont coutume de le faire nos 'Petits Timoniers' locaux et vernaculaires. Ce serait trop facile. Du mien passé, je n'oublie rien.» Il s'efforce de décrypter « les rapports des intellectuels...avec le mouvement ouvrier dans son ensemble, un des thèmes dominants de cet essai de réflexion sur le mode autobiographique. »

### La vie de clandestin
Lors de cette fameuse réunion où chacun attendait le discours de la Pasionaria en mars ou avril 1964, il manquait en particulier Simón , son vieil ami Simón Sánchez Montero qui va croupir dans les geôles franquistes depuis le mois de juin 1959, victime d'une trahison. Soumis à la torture, il ne parlera pas et personne d'autre ne sera inquiété. Ces longues années de rencontres avec Simon « se sont cristallisées dans ma mémoire (Federico), autour de certains lieux déterminés : une cafeteria, une portion de trottoir... »
Jorge Semprún accomplit sa première mission clandestine en Espagne en 1953 dans des conditions assez précaires, une organisation qui ne brillait pas par son réalisme. Mais il va rencontrer des gens formidables qu'il n'oubliera pas. La mémoire, c'est aussi l'amitié, la confiance donnée  par José Antonio et Colette Hernandez par exemple. « À jamais cela restera gravé dans ma mémoire. »
Dix ans après son arrestation, Simón est libre, il a repris le combat mais Federico Sánchez n'existe plus. Il est redevenu jorge Semprún. Quand ils se rencontrent, c'est la fête. Nostalgie et souvenirs des actions menées ensemble. Mais la clandestinité, c'est aussi un fossé avec le réel, les discours idéologiques des responsables communistes et Santiago Carrillo en premier lieu que Jorge Semprún fustige avec ironie.

### Du militant à l'exclusion

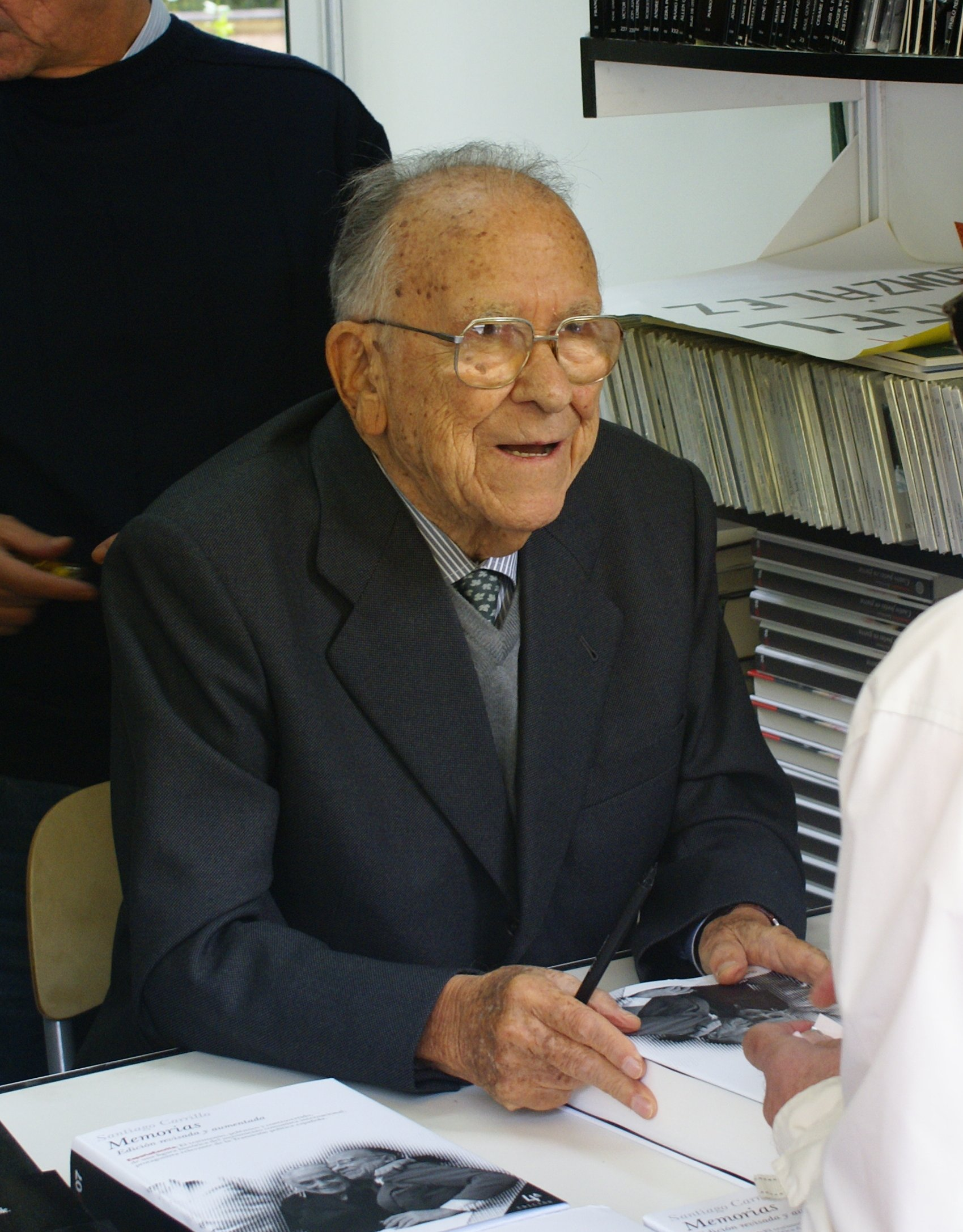
Carrillo en 2006

À travers toutes les discussions, les témoignages des anciens combattants fascinés par la mythologie de la guerre civile, il se rend compte que la nouvelle génération  devra tourner la page pour bien se persuader que la guerre est finie et pouvoir ainsi se tourner vers l'avenir. Et il conclut : « Histoires d'écrivain fourvoyé en politique, très probablement. »
Conclusion qui prend tout son sel quand on sait que Jorge Samprún deviendra ministre de la culture du gouvernement socialiste de Felipe Gonzalez, expérience qu'il va narrer en ressuscitant Federico Sánchez, son double dans la clandestinité, qu'il intitulera Federico Sánchez vous salue bien.
« Rappelle-toi » dit Jorge Samprún à son double d'alors Federico Sánchez, « rappelle-toi » cette période noire de la vie du PCE où il n'était qu'un militant de base approuvant sans réserve les résolutions du Parti, approuvant les accusations de titisme, l'exclusion de responsables comme Jesús Monzón et Joan Comorera ou l'exécution de Gabriel Leon Trilla. Victimes expiatoires de l'orthodoxie stalinienne.
Jorge Samprún se revoit -et se juge aussi- à travers la figure du jeune militant naïf qu'il fut. Il pense qu'il manque maintenant le témoignage des responsables, beaucoup de protagonistes sont morts et les quelques survivants ne parlent pas, murés dans leur silence comme Ramón Mercader, l'assassin de Trotski, ancien militant du PSUC. Il engage une sévère critique contre les responsables du PCE et surtout de son secrétaire général Santiago Carrillo qui refait l'Histoire, soutenant avec impudence la thèse de l'indépendance du Parti par rapport au PCUS,, niant l'influence de Staline dans les décisions strétégiques, alors qu'il s'est produit l'inverse. Profondes dissensions qui portaient déjà les germes de l'exclusion.

### Le chemin de l'exclusion

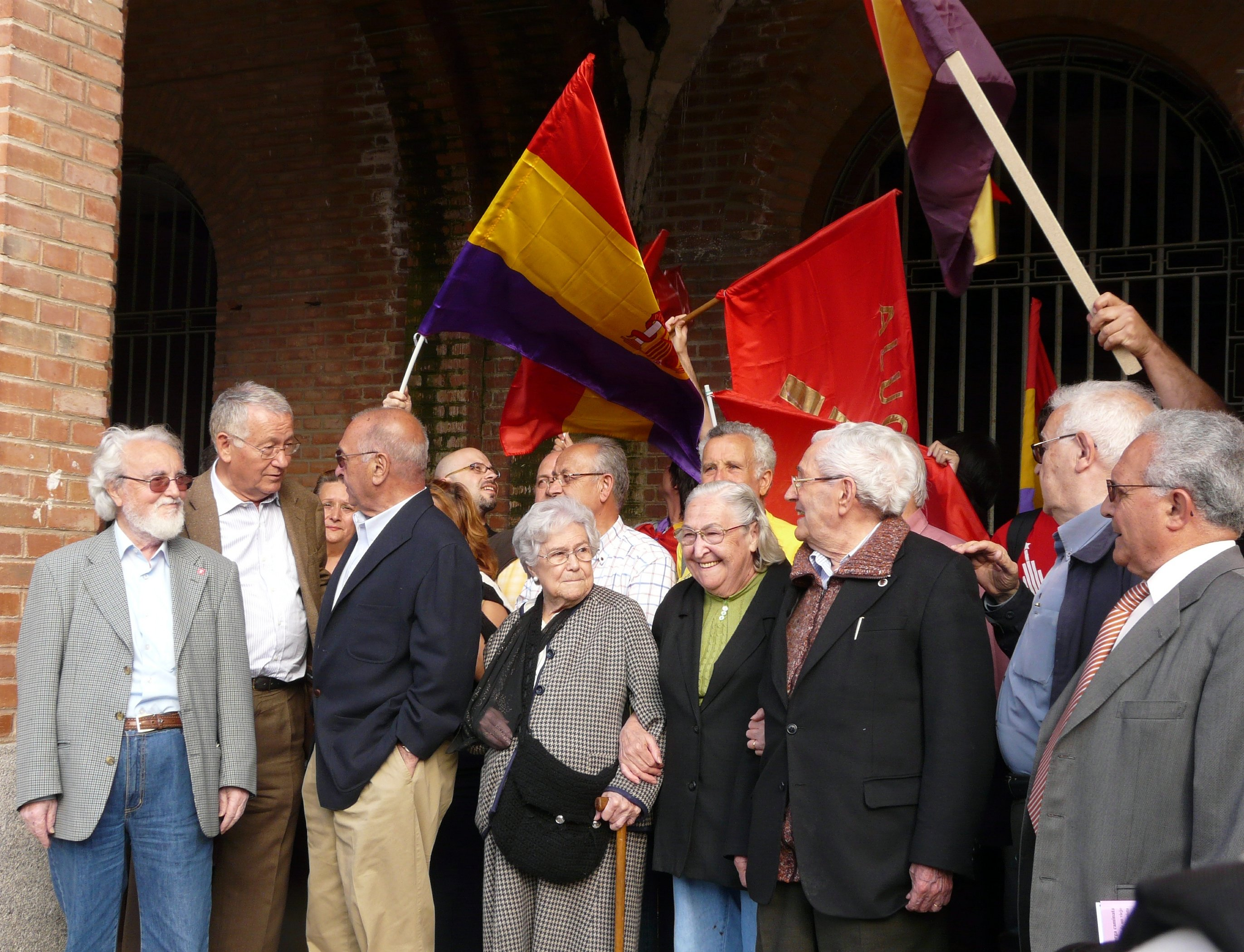
Hommage aux prisonniers de Carabanchel

À la mort de Joseph Staline, le culte de la personnalité est plus que jamais présent, Jorge Samprún écrit un long poème imprimé et largement diffusé dans les rangs du Parti :
En 1954, il est avec Simón Sánchez Montero le seul membre du Comité central présent à Madrid. Mais de plus en plus, il va rechercher une « cohérence entre ce qu'on fait et ce qu'on dit. » Son ami aussi va le lâcher : même s'il reconnaît que les conditions matérielles des Espagnols se sont améliorées, il pense que les deux dissidents « semblent fascinés par la puissance du capitalisme. » C'est le triomphe de la 'langue de bois'. Comme Jorge Samprún le note d'une façon plus générale, « la permanence de l'organisation... est sources de routines et de rites, de parasse d'esprit et de soumission à l'autorité. » Il a l'impression que « le but suprême de tout révolutionnaire... n'est pas de faire la révolution mais de préserver le parti. »
D'autres souvenirs lui reviennent en mémoire. D'abord celui-ci né d'une coïncidence. Le 10 décembre 1976, le jour où Santiago Carrillo sort de la clandestinité, Jorge Samprún retrouve à Barcelone Francesc Vicens, alias Juan Beranguer, le seul membre du Comité central du PCE à avoir pris la défense de ses deux camarades menacés d'exclusion, Federico Sanchez et Fernando Claudín lors de la fameuse séance en 1964 où ils s'apprêtent à écouter la diatribe de La Pasionaria. Puis aussi à l'occasion de la mort de Julián Grimau en prison, lui rappellent ses démarches pour empêcher ce nouveau forfait franquiste, l'écriture de l'ouvrage collectif dédié à sa mémoire mais aussi la lutte fratricide contre le POUM au début de la guerre civile.
c'est en 1956 que des dissensions apparaissent lors de l'admission de l'Espagne aux Nations unies : pour certains cette admission, votée par l'Union soviétique, a une portée économique importante, pour d'autres, groupés autour de la Pasionaria, c'est inadmissible. Le conflit est inévitable. Federico Sanchez est envoyé en arbitre auprès de la Pasionaria et de ses amis. Il rencontre Enrique Líster et Vicente Uribe puis la Pasionaria elle-même dans le train de Bucarest. Et elle finit par capituler. Mais ce n'est que partie remise. Sur le thème de l'avenir de l'Espagne, la majorité du Comité exécutif livre ses conclusions : la liquidation du fascisme devrait se faire en douceur, abandonné par une partie de la bourgeoisie, pour laisser place à un régime démocratique lié à l'essor du capitalisme. Cette analyse validée par l'Histoire sera refusée par les dirigeants communistes dominés par Carrillo. Occasion perdue qui va pousser Semprún à la contestation et explique son exclusion.
Le 24 janvier 1964, Jorge Semprún et Fernando Claudín sont mis sur la sellette à travers les attaques de leurs collègues du comité exécutif Delicado, puis Éduardo Garcia défendant la thèse d'une dégradation de la situation espagnole reprise par Santiago Carrillo.

### Ses débuts d'écrivain

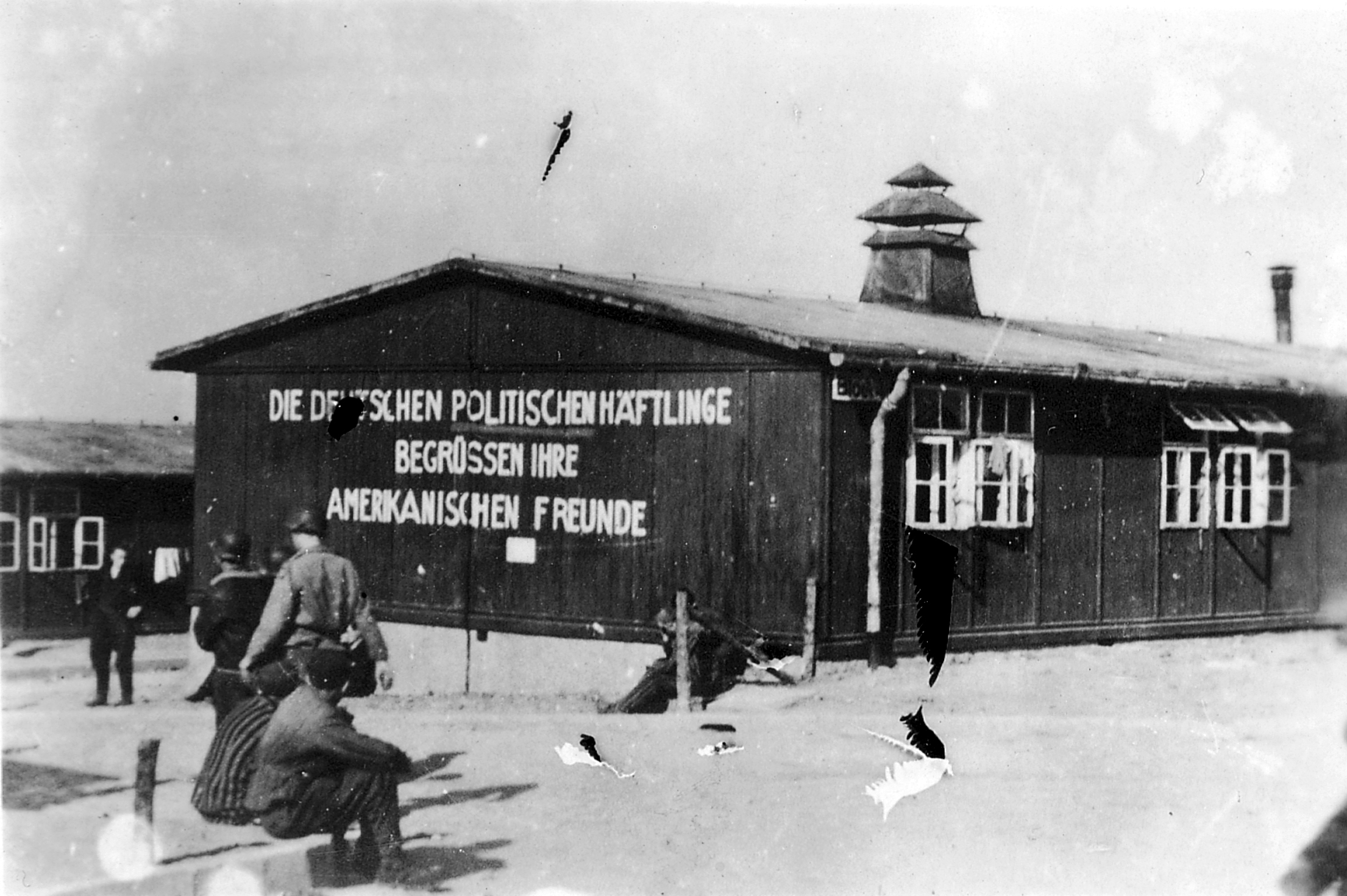
Camp de Buchenwald

Un voyage en Hollande, à La Haye, va lui rappeler les débuts de la guerre civile avec ses parents et une partie de sa famille, 
C'est là-bas écrit-il, « en passant devant l'église de l'Alexanderstraat [...] que  mûrit soudainement la trame d'un récit qui allait devenir La Deuxième Mort de Ramón Mercader. »
Pour son premier livre, les choses vont évoluer peu à peu puis se précipiter. Le passé va revenir le hanter dans l'appartement de la rue Concepción Bahamonde mis à sa disposition par le Parti en 1960. Son 'propriétaire Manolo Azaustre lui raconte souvent sa vie à Mauthausen, la vie terrible du camp, mais lui, le clandestin, ne peut évoquer sa propre expérience à Buchenwald, cette identité de destin qui aurait dû les réunir. Ces propos réveillent dans sa mémoire assoupie » les fantômes de Buchenwald qui allaient le conduire à écrire Le Grand Voyage.
Lors d'une grande rafle à Madrid effectuée par la police franquiste, Federico Sánchez -qui n'est pas encore Jorge Samprún- se trouve pour quelque temps relégué dans un appartement de la rue Bahamonde. Période de viduité, jours « qui furent de très curieuses vacances de l'esprit. » C'est dans ces conditions qu'il va commencer un récit qui deviendra en 1963 Le Grand Voyage, résonances de souvenirs qui soudain prennent forme, deviennent signifiants dans le silence propice de cet appartement où il se trouve, isolé dans la capitale madrilène.
À l'automne 1962, Federico Sánchez est à Paris. Il confie le manuscrit de Grand voyage -ce qu'il n'avait encore jamais fait- à son amie Monique qui travaillait aux Éditions Gallimard. Voilà 
comment les choses s'enchaînèrent, « Monique aima le livre... Elle le donna à lire à l'écrivain Claude Roy, (lecteur chez Gallimard)... qui l'aime lui aussi. » En décembre 1962, Jorge Samprún est triste de quitter Madrid qu'il parcourt depuis 1953 comme clandestin. Tout ça est fini, il rentre à Paris, « je m'en retournais chez Angel Gonzalez place San Juan de la Cruz. C'est là que j'avais trouvé refuge pour ce dernier séjour à Madrid. Je préparai ma valise. » Il ne pense plus à son livre mais en France une nouvelle vie l'attend où il va retrouver son livre et suivre sa vocation d'écrivain...
La suite sera parfois cocasse car les responsables franquistes poursuivront Jorge Samprún de leur vindicte. Ils tenteront de le discréditer auprès des organisateurs du prix Formentor qu'il recevra pour Le Grand Voyage en lui expédiant un télégramme le dénigrant puis en interdisant la publication du livre dans sa traduction en espagnol, ce qui donna lieu à un incident lors de la remise du prix à Salzbourg le 1er mai 1964. Le même genre de mésaventure lui arrivera avec le film d'Alain Resnais La guerre est finie, dont il écrivit le scénario, retiré de la sélection du festival de Cannes puis de celui de Karlovy Vary en Tchéquie.

## Le tournant de l'année 1975

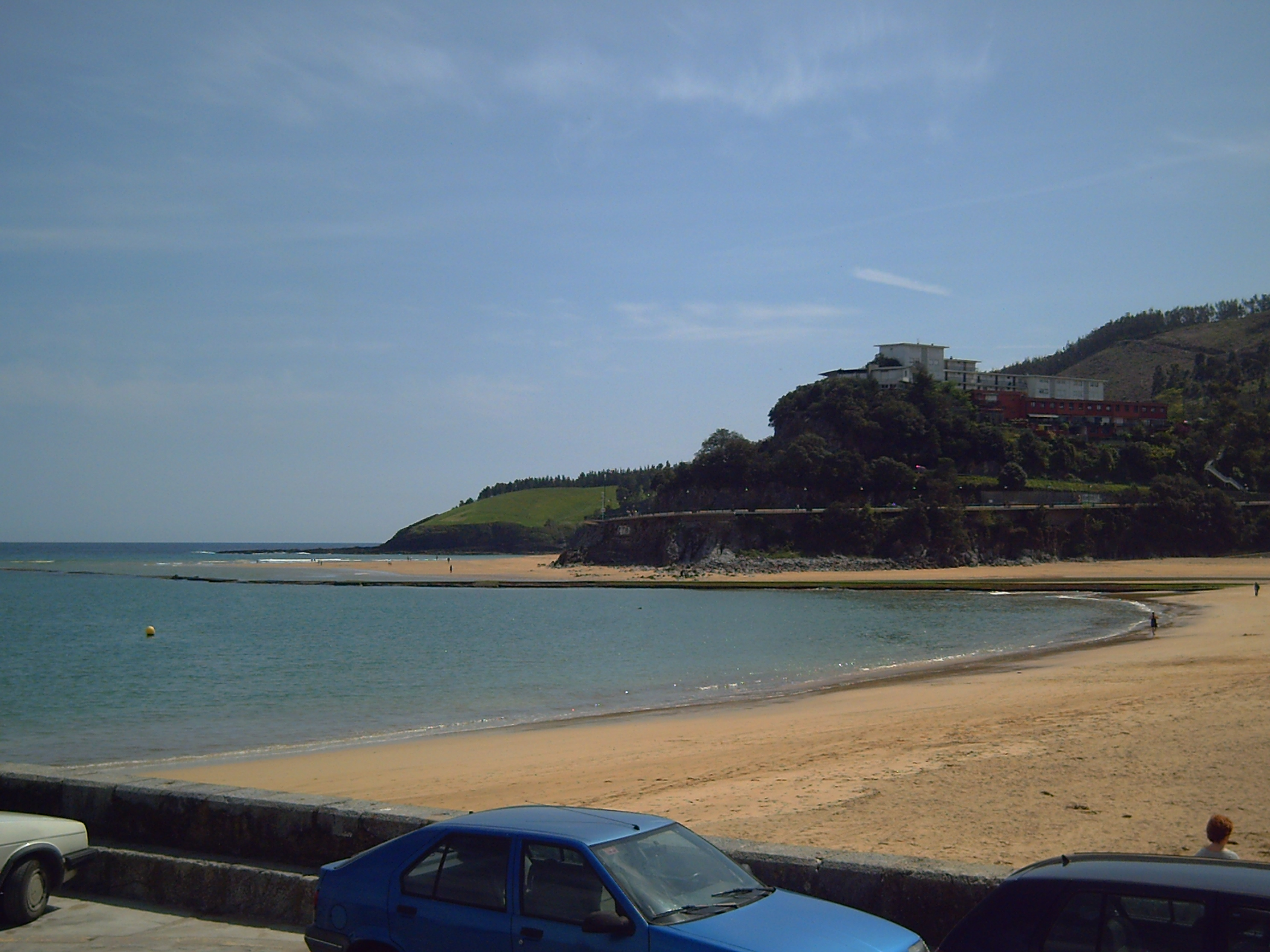
Plage à Lekeitio

En octobre 1975, la rumeur de la mort du général Franco commence à se répandre. Pourtant Jorge Semprún a du mal à y croire. Depuis le temps qu'il attend ce moment ! Pourtant, pendant l'été il a commencé un roman Le Palais d'Ayete où son héros, Juan Lorenzo Larrea réalise un attentat apparemment réussi contre Franco, pourtant il vient de relire L'automne du patriarche de Gabriel García Márquez alors, quand même, il se dit « cette fois, c'est la bonne. » Même en cette période de fin de règne, la mort rôde encore dans ce crépuscule du pouvoir fasciste : le 27 septembre 1975, cinq jeunes anti-franquistes sont encore passés par les armes.
Ce qu'est la mort, nous n'avons pas attendu pour le savoir;

Son étoile criblée de trous, nous la connaissons déjà.

Nous savons bien, le jour où elle est venue te voir,

Que des roses de sel de sa navaja

Sont tombées sur ton front lisse comme un miroir.

Mais tu n'es pas mort, camarade, ce jour-là...
Pendant l'été, il revient à Lekeitio au Pays basque, le village où il se trouvait en vacances en juillet 1936 quand la guerre civile a éclaté. Pratiquement quarante ans, tout a changé ici, il ne reconnaît plus rien, seuls demeurent quelques souvenirs et le livre annotés par son père, Das Kapital par Karl Marx, édité par Gustav Kiepenheuer en 1932. C'est tout. Et il part pour Madrid.
Le livre s'achève comme il avait commencé, cette fois par le souvenir de cette réunion d'avril 1964 où Jorge Semprún fut exclu de comité central du PCE et où « La Pasionaria a demandé la parole ». Dans son roman inachevé Le Palais d'Ayete, que Jorge Semprún rédigeait à l'époque de la mort de Franco, un peu plus de dix ans après cette réunion fatidique, il pensait encore à son intervention et au prix exorbitant du sang que le maintien de l'orthodoxie du Parti avait coûté pendant toutes les années de la dictature.